# Mariapfarr
Mariapfarr osztrák község Salzburg tartomány Tamswegi járásában. 2019 januárjában 2396 lakosa volt. 

## Elhelyezkedése

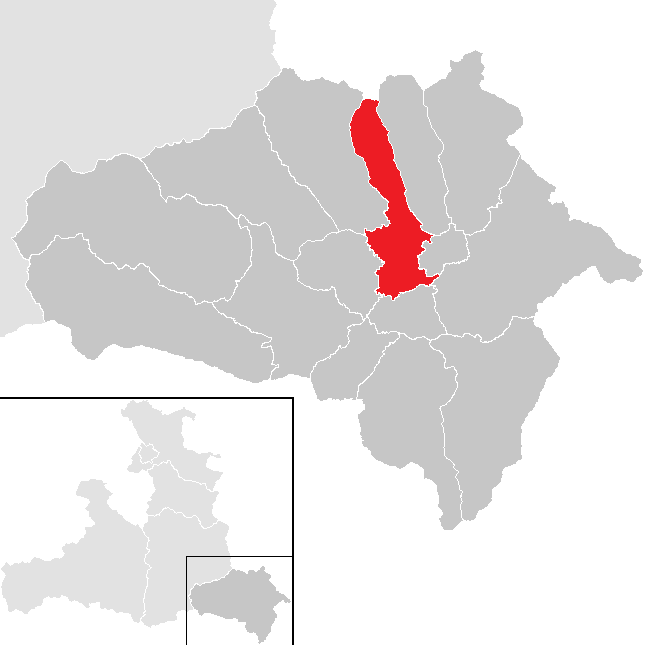
Mariapfarr a Tamswegi járásban

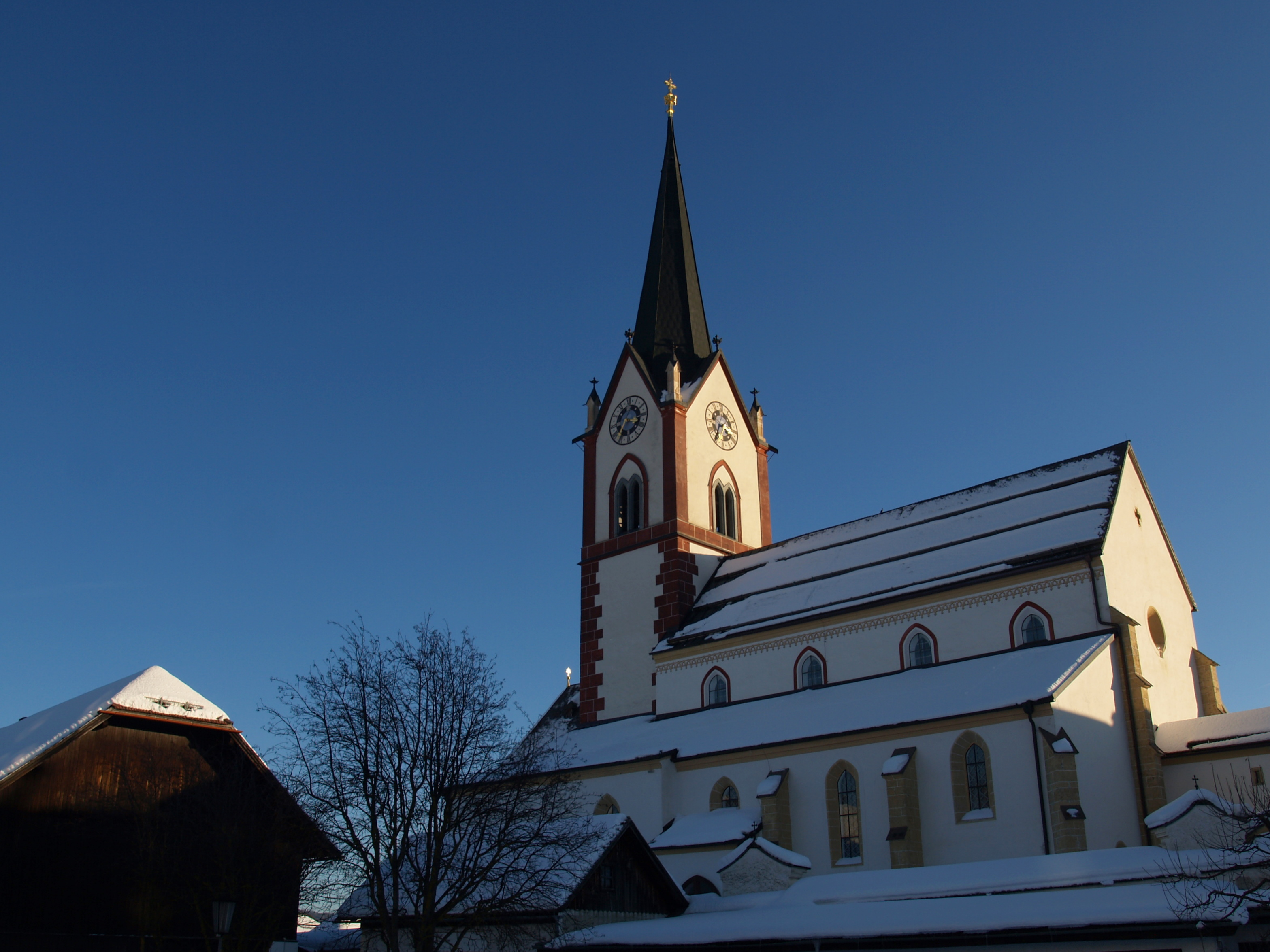
A Mária mennybevétele-bazilika

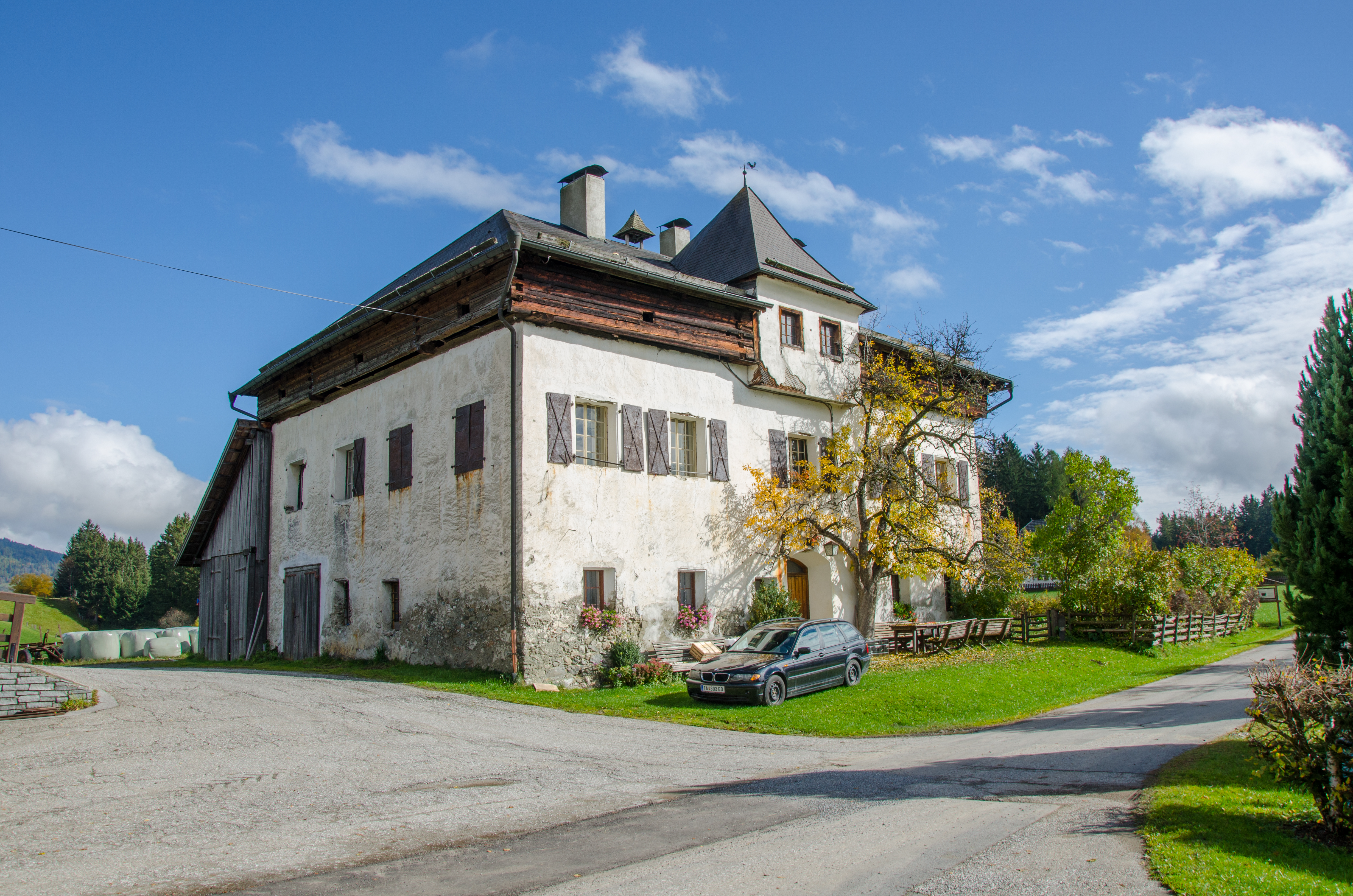
A Niederrain-kastély

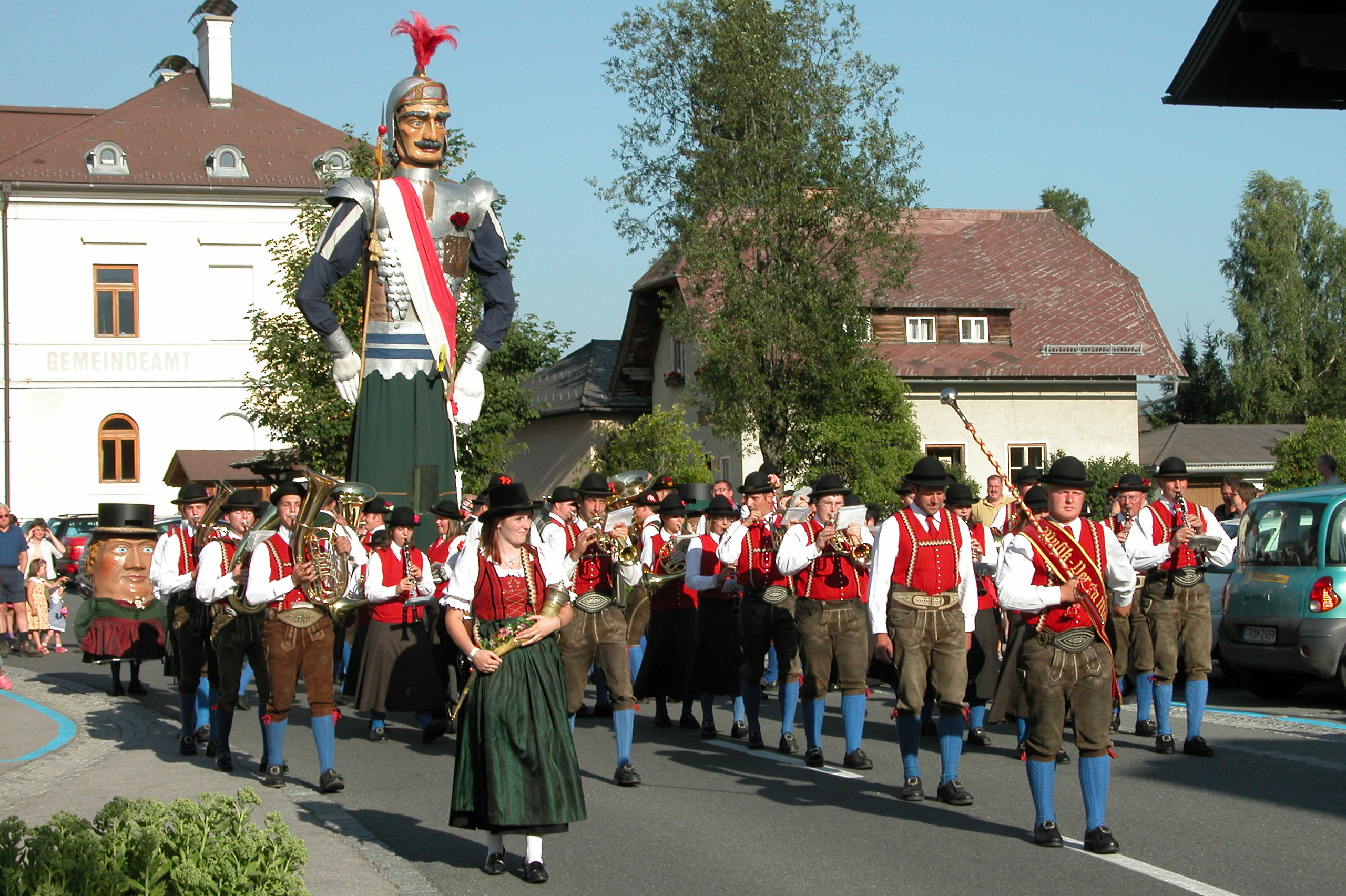
Sámson-felvonulás Mariapfarrban

Mariapfarr Salzburg tartomány Lungau régiójában a Schladmingi-Tauern hegység déli lábainál (illetve Zankwarn nevű része a hegységben, a Lignitzbach patak völgyében) fekszik. Az önkormányzat három településrészt, illetve falut egyesít: Mariapfarr (1620 lakos 2019-ben), Pichl (354 lakos) és Zankwarn (422 lakos). 
A környező önkormányzatok: északkeletre Göriach, keletre Sankt Andrä im Lungau, délre Unternberg, nyugatra Mauterndorf, északnyugatra Weißpriach, északra Schladming (Stájerország).

## Története
Mariapfarrt először 923-ban említik, itt volt az egész lungaui régió anyaegyháza (vagyis első egyházközsége, amelyből a többiek leszakadtak). 1807-ig a salzburgi káptalanhoz tartozott. 
1939-ben Mariapfarr, Pichl és Zankwarn községeket Mariapichl néven egyesítették, majd 1945-ben az egyesített nagyközség a Mariapfarr nevet kapta.  

## Lakosság
A mariapfarri önkormányzat területén 2019 januárjában 2396 fő élt. A lakosságszám 1923 óta gyarapodó tendenciát mutat. 2017-ben a helybeliek 95%-a volt osztrák állampolgár; a külföldiek közül 2,5% a régi (2004 előtti), 1,9% az új EU-tagállamokból érkezett. 2001-ben a lakosok 95,8%-a római katolikusnak, 2,3% pedig felekezeten kívülinek vallotta magát. 
A lakosság számának változása:

| 2016 | 2 380 |
| 2018 | 2 375 |

## Látnivalók
- a Niederrain-kastély
- Pich várának romjai
- a volt mariapfarri vár (ma plébánia és múzeum)
- a Mária mennybevétele-bazilika
- az egyházközségi múzeum
- a Csendes éj-múzeum (Joseph Mohr 1816-ban a faluban írta a Csendes éj szövegét).
- a hagyományos Sámson-felvonulás

## Fordítás
- Ez a szócikk részben vagy egészben  a   Mariapfarr című német Wikipédia-szócikk ezen változatának fordításán alapul.  Az eredeti cikk szerkesztőit annak laptörténete sorolja fel. Ez a jelzés csupán a megfogalmazás eredetét és a szerzői jogokat jelzi, nem szolgál a cikkben szereplő információk forrásmegjelöléseként.